# Comune di Nakskov
Il comune di Nakskov fino al 1º gennaio 2007 è stato un comune danese situato nella contea dello Storstrøm, il comune aveva una popolazione di 14 745 abitanti (2006) e una superficie di 33 km². Capoluogo era la cittadina omonima.
Dal 1º gennaio 2007, con l'entrata in vigore della riforma amministrativa, il comune è stato soppresso e accorpato ai comuni di 
Holeby, Højreby, Maribo, Ravnsborg, Rudbjerg e Rødby per dare luogo al neo-costituito comune di Lolland compreso nella regione della Selandia.
Dal 1997 al 2010 vi è stato esposto il sottomarino S-359.